# Ultrafiltrazione delle acque reflue
L'ultrafiltrazione (UF) è una tecnica di depurazione della acque contaminate e consiste nella separazione da un'acqua reflua di certi materiali di piccola granulometria tramite l'applicazione di una pressione che forza l'influente (il liquido in ingresso) attraverso una membrana con pori di circa 0,002-0,1 µm di diametro.
L'ultrafiltrazione rimuove tutte le specie microbiologiche, compresi alcuni virus, anche se non è comunque una barriera assoluta, e materiali umici.

## Struttura dell'impianto
Impianto di ultrafiltrazione a membrana è un insieme di varie sotto-unità: 
- Aspirazione dell'acqua reflua e pompe per la pressione
- Pretrattamento, pre-vagliatura, prefiltrazione e correzione pH
- Unità di ultrafiltrazione vera e propria
- Stazione di pulizia chimica, di lavaggio in controcorrente, di clorazione, di condizionamento
- Linee di scarico o di trattamento dell'acqua di controlavaggio.

Il funzionamento e le prestazioni di un impianto di ultrafiltrazione a membrana sono notevolmente influenzati dalle variazioni di qualità dell'acqua influente.

## Applicazioni
- Trattamento e/o pre-trattamento e sterilizzazione di acque di superficie
- Pre-trattamento, sterilizzazione acque di mare
- Depurazione acque reflue civili
- Depurazione acque reflue industriali
- Affinamento dell'effluente per riutilizzo in irrigazione

## Vantaggi
L'ultrafiltrazione è una tecnica di filtrazione innovativa con vari vantaggi rispetto ai metodi tradizionali di chiarificazione e disinfezione (clorazione): 
- Nessun bisogno di utilizzare additivi;
- Buona qualità dell'acqua trattata e costanza in termini di rimozione di particelle solide e di microbi;
- Compattezza del processo e dell'impianto;
- Semplicità dell'automatizzazione.

## Svantaggi
La presenza di sospensioni rappresenta il principale problema degli impianti di ultrafiltrazione.